# Corydoras adolfoi
Corydoras adolfoi, tên thường gọi là cá chuột Adolfo, là một loài cá da trơn nước ngọt nhiệt đới thuộc chi Corydoras trong họ Callichthyidae. Loài này được tìm thấy ở lưu vực sông Río Negro (Amazon) thuộc quốc gia Brazil.
Tên của loài cá này được đặt theo tên của Adolfo Schwartz, một nhà sưu tập cá.

## Mô tả
C. adolfoi trưởng thành dài khoảng 5 – 6 cm. Chúng thường sống ở tầng đáy của các sông hồ, đầm lầy, thích hợp với môi trường nước có độ pH từ 6,0 đến 7,0, độ cứng của nước khoảng 2 - 25 dGH và nhiệt độ khoảng từ 22 đến 26 °C. Thức ăn chủ yếu của C. adolfoi là giun, côn trùng, động vật giáp xác và rong rêu. C. adolfoi đẻ trứng trong những thảm thực vật dày nhưng không bảo vệ trứng.
C. adolfoi thường bị nhầm lẫn với một số loài họ hang của nó, bao gồm Corydoras burgessi, Corydoras imitator, Corydoras duplicareus.
Đối với C. burgessi, C. adolfoi có một vết màu cam trên phần đầu và vây lưng rõ ràng thay vì màu vàng như C. burgessi. Đối với C. imitator, C. adolfoi có mỏ tròn và ngắn hơn. Đối với C. duplicareus, C. adolfoi không có răng cưa ở cạnh sau của vây ngực, chỉ quan sát được qua kính lúp. Dải màu đen trên sống lưng của C. duplicareus thường rộng hơn so với C. adolfoi và C. duplicareus nhỏ hơn một chút so với C. adolfoi. Ở C. adolfoi, cá mái có thân lớn hơn so với cá đực.